# Capsicum annuum
Capsicum annuum, llamado comúnmente pimiento morrón, pimiento dulce, chile morrón, ají morrón, ají dulce, locote o en algunos países pimentón, entre una multitud de localismos, es la especie más conocida, extendida y cultivada del género Capsicum, de la familia de las solanáceas. Todas las innumerables formas, tamaños, colores y sabores de sus frutos, descritos y nombrados en la cultura popular, corresponden en realidad a esta misma especie. Los mismos nombres se utilizan también para el fruto de esta especie vegetal.
También se llaman así a la planta y los frutos de otras especies y variedades de la misma familia, especialmente Capsicum frutescens variedad Grossum, un arbusto cuyo fruto tiene en común con el de Capsicum annuum la ausencia del sabor picante característico del género.

## Descripción
Se trata de una especie herbácea perenne, aunque suele cultivarse como anual o bianual, de porte arbustivo. Algunos alcanzan entre 80 y 100 cm de alto, otros 200 cm. La raíz del pimiento es voluminosa y profunda, formada por una raíz principal pivotante, aunque en terrenos apelmazados o en suelos de textura pesada tiene escaso desarrollo. Dispone, asimismo, de numerosas raíces adventicias que en horizontal llegan a alcanzar 0,5 o incluso 1 m de longitud. De tallos glabrescentes ramificados con hojas aovadas, pecioladas, solitarias o por pares, de 4-12 cm por 1,5-4 cm de ancho, también pubescentes, con márgenes enteros, base estrechada y ápice algo acuminado. Las flores pueden ser solitarias o formar grupos de muy escaso número, erectas o algo péndulas y nacen en la axila de las hojas con el tallo. El cáliz, persistente, es acampanado y entero, con 5-7 costillas principales redondeadas terminadas en un diente, generalmente romo, y unas cuantas costillas secundarias. La corola, más bien pequeña (1 cm), tiene 5-7 pétalos todos soldados anchamente en su base, de color blanco y finamente denticulados en sus bordes. Las anteras son generalmente purpúreas. El fruto —que puede tener una infinidad de formas— es una baya hueca con 2-4 tabiques incompletos donde se alojan, muy comprimidas, las semillas, de color amarillento y forma discoidal (3-5 mm). Florece de mayo a agosto, y fructifica desde julio hasta noviembre. Es una especie capaz de autopolinización.

fisiología
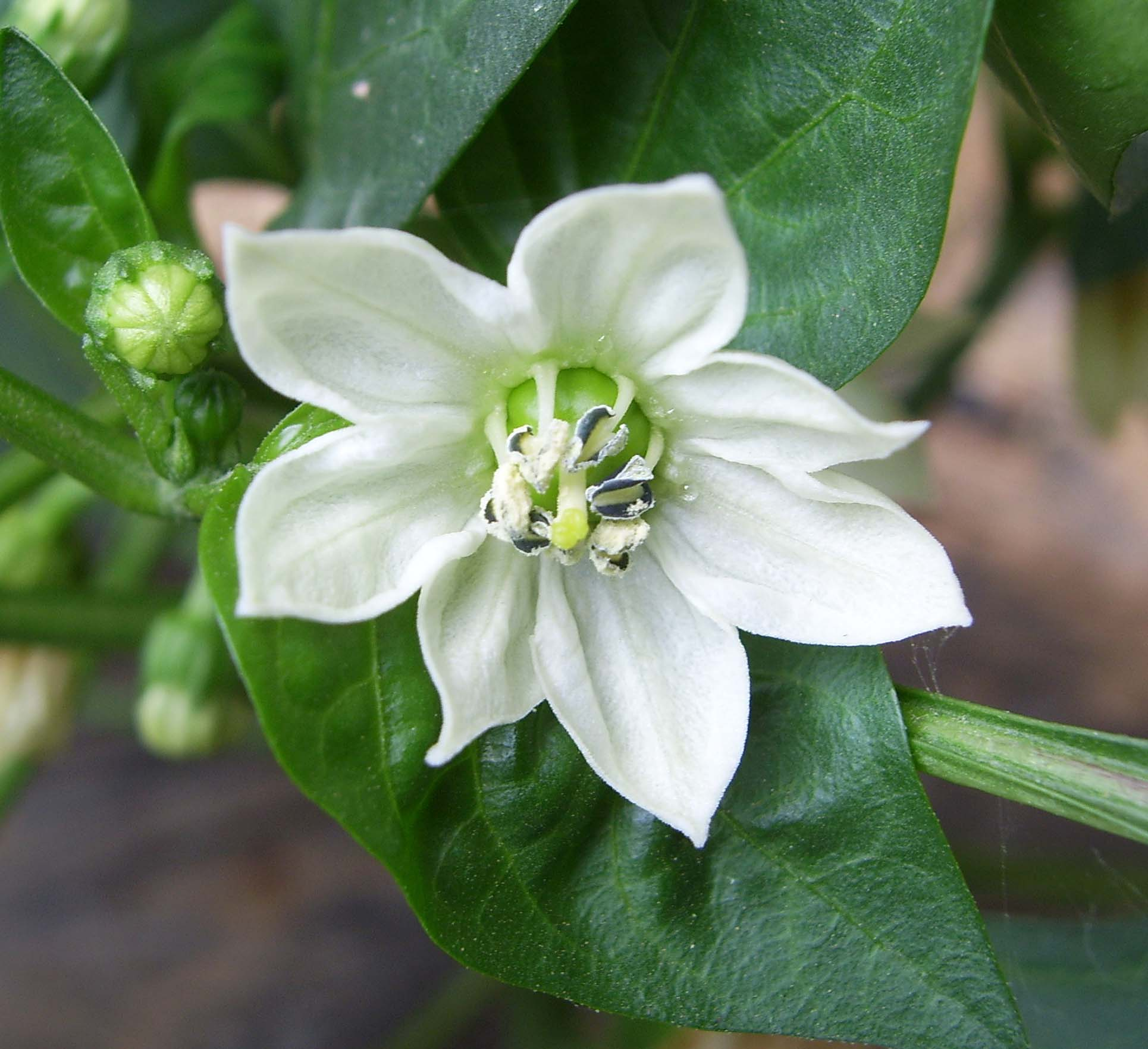
Flor
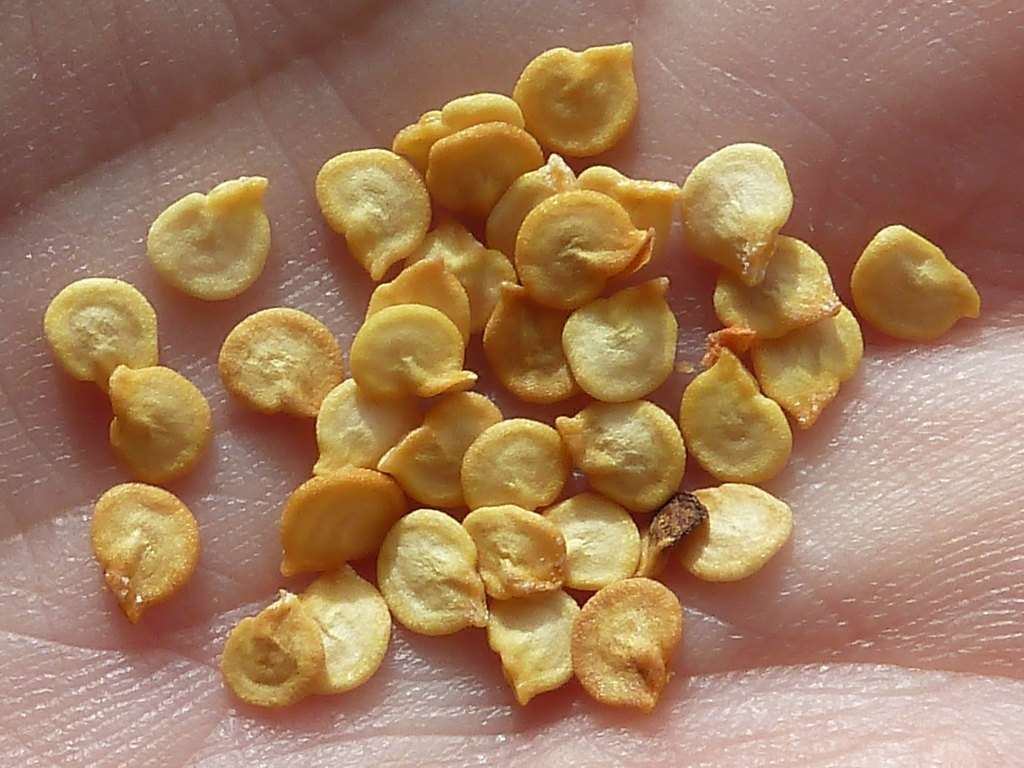
Semillas
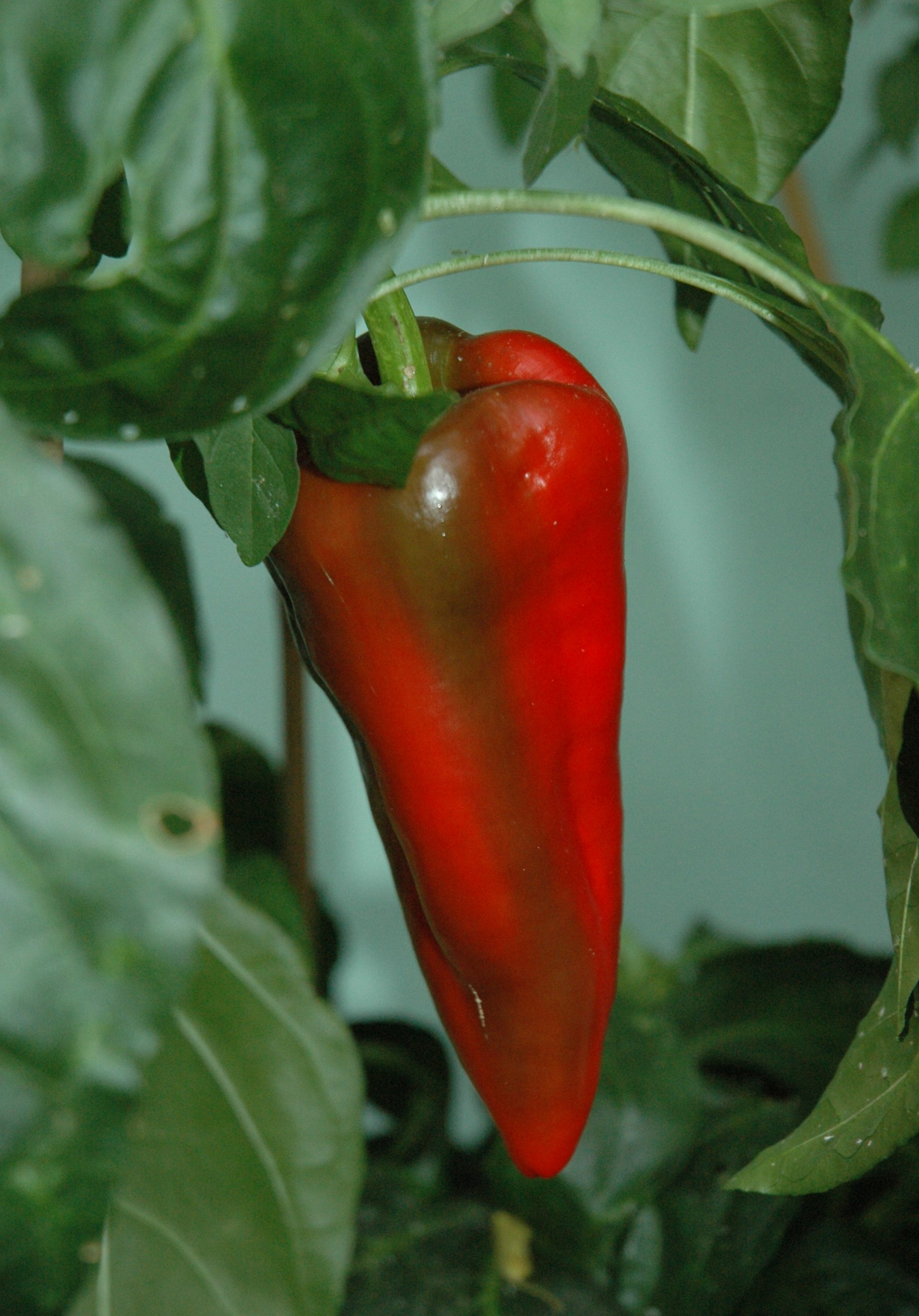
Fruto maduro in situ
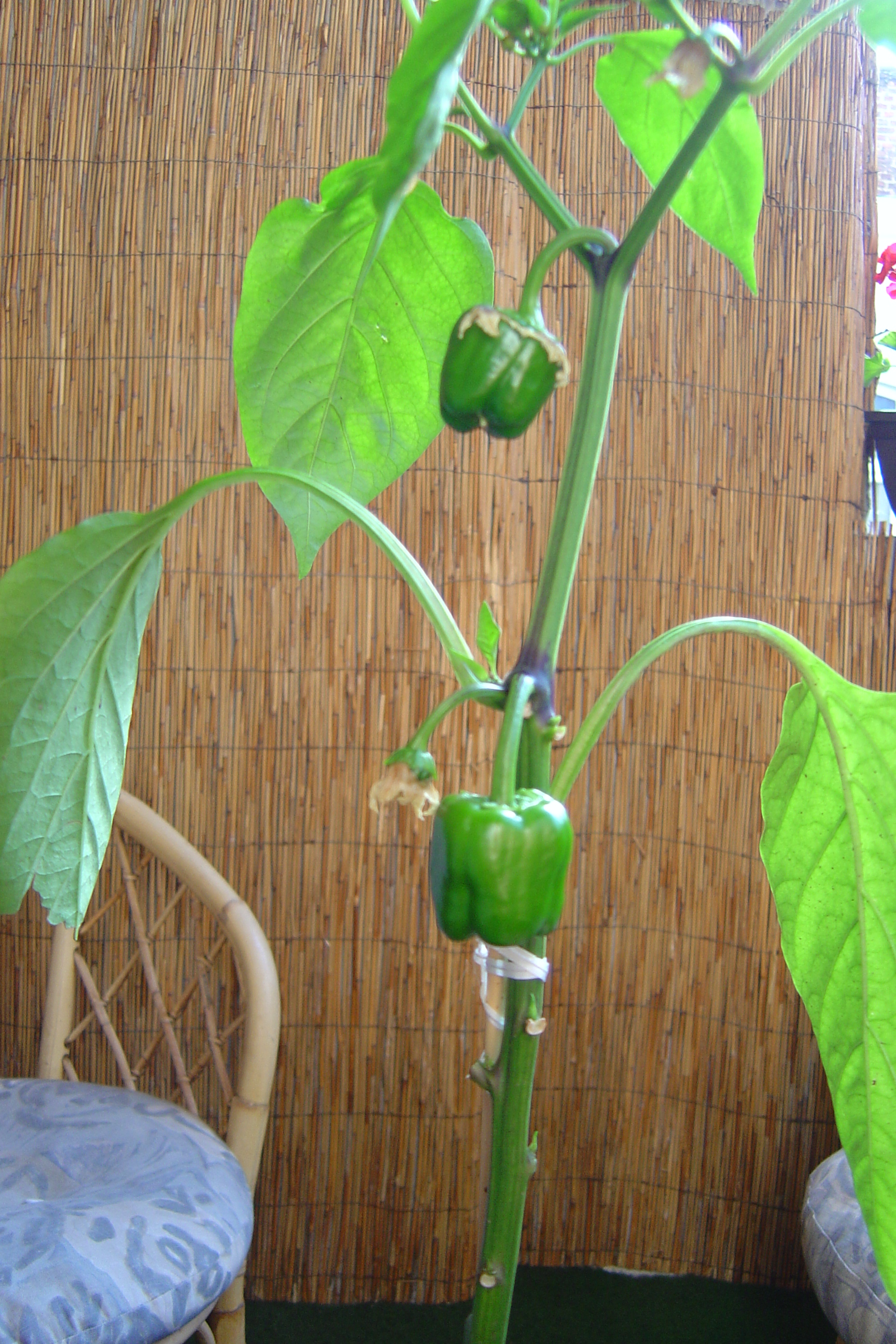
Morrón en crecimiento

## Origen y difusión

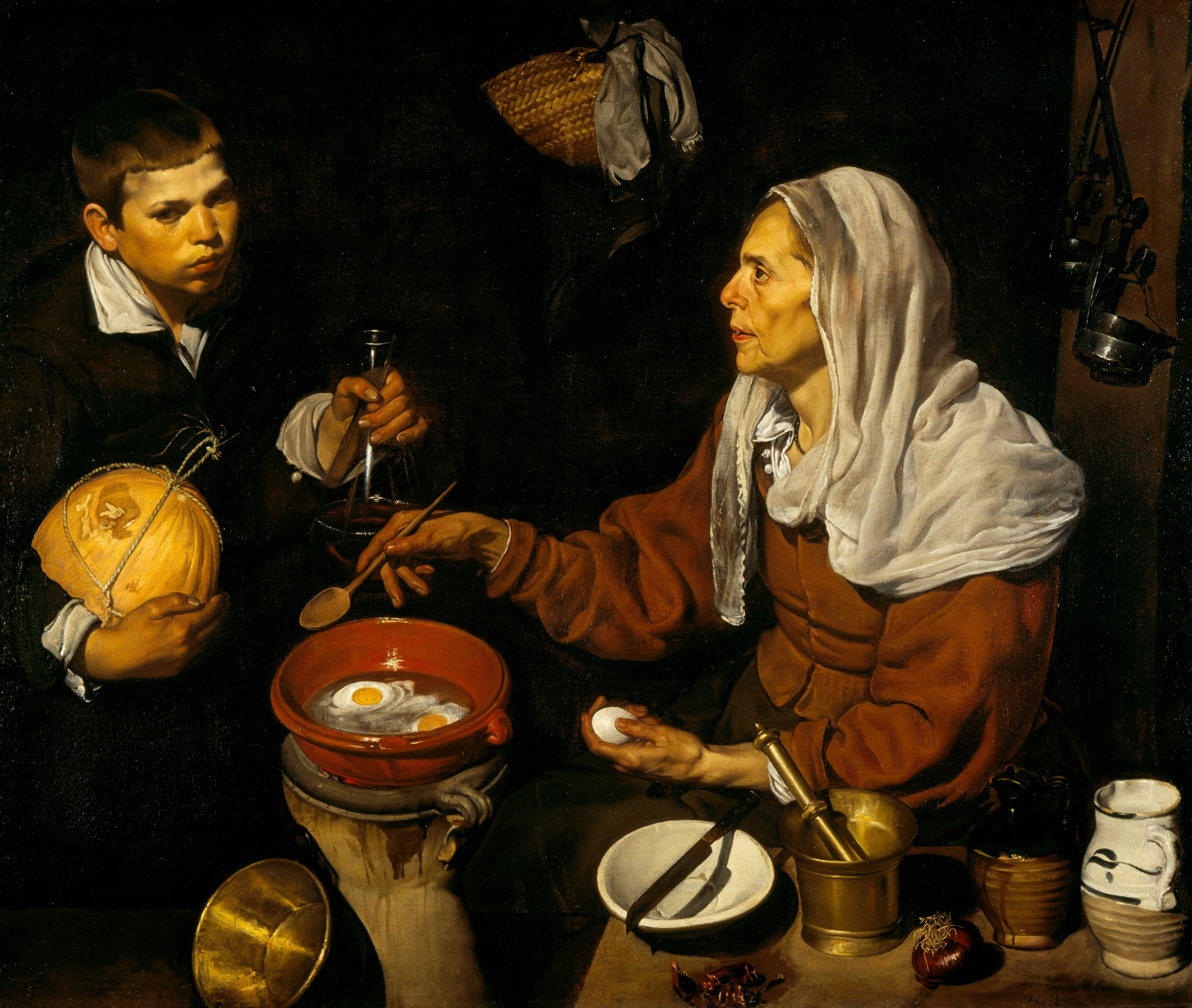
El cuadro Vieja friendo huevos de Velázquez, de 1618, es la representación más antigua del pimiento como alimento en Europa.

Esta especie es originaria de México, Centroamérica y norte de Sudamérica, donde fue domesticada hace más de seis mil años. 
A partir del Descubrimiento europeo de América, el pimiento fue llevado a Europa por los españoles y se aclimató rápidamente al sur de España. La planta empezó a ser utilizada como planta ornamental y el fruto como ingrediente culinario.
En 2016, China era el mayor productor de este fruto, con unos 17,5 millones de toneladas en fresco y, además, unas 300.000 toneladas en seco.

## Cultivo
Para el cultivo, es necesaria una temperatura ambiente media de 20 °C, sin demasiados cambios bruscos y con una tasa de humedad no demasiado alta. Requiere gran cantidad de luz, sobre todo durante el primer período de crecimiento después de la germinación.
Se puede cultivar en cualquier tipo de suelo con humedad. El suelo ideal es el que posee buen drenaje, con presencia de arenas y materia orgánica. Todos estos requerimientos hacen que sean cultivados en invernaderos, donde el manejo de las condiciones exteriores son más controlables.

### Densidad de plantación
Normalmente el cultivo se dispone en líneas orientadas Norte-Sur, y con un marco de plantación de 1 m entre líneas y 0,5 m entre plantas dentro de una línea, con una densidad de plantación de dos plantas por metro cuadrado. Según el número de tallos por planta, se puede variar la densidad de plantación hasta tres plantas por metro cuadrado.

### Poda
En la poda de formación, se efectúa la supresión parcial de algunas ramas secundarias, con lo cual intentamos concentrar la producción en dos o tres ramificaciones casi exclusivamente, favoreciendo la ventilación y la calidad de los frutos. Aunque la planta de pimiento crece inicialmente con un único tallo, pronto se bifurca para formar dos e incluso tres tallos, y continúa produciéndolos a lo largo de todo su ciclo. Con la poda de formación, se efectúa la supresión parcial de ramas secundarias, con lo que concentramos la producción en dos o tres ramificaciones. La limpieza de tallos del tronco principal por debajo de la cruz de la planta, no es práctica habitual. Aunque la producción que dan estos brotes es más tardía y de peor calidad, suprimirla supondría un gasto añadido del cultivo y, a excepción de una mejor ventilación en la parte basal de las plantas, no parece mermar en absoluto la producción de la guía principal.

### Tutorado
El sistema más frecuente es el denominado vertical o de “tipo holandés”. En este sistema solamente se dejan dos o tres ramas principales por planta, podándose todas las laterales que van apareciendo. Cada tallo, a medida que va creciendo, se va enredando en un hilo vertical que le sirve de soporte y que cuelga de un hierro o alambre sujeto a la estructura. Las ventajas que se obtienen con este tipo de entutorado y poda se derivan sobre todo de la mejor calidad de los frutos obtenidos. Estos frutos muestran una mayor homogeneidad, grosor y uniformidad de coloración, al estar la planta más ventilada y los frutos convenientemente distribuidos. Con este sistema se facilita también la recolección y los tratamientos son más cómodos y efectivos.

## Conservación del fruto

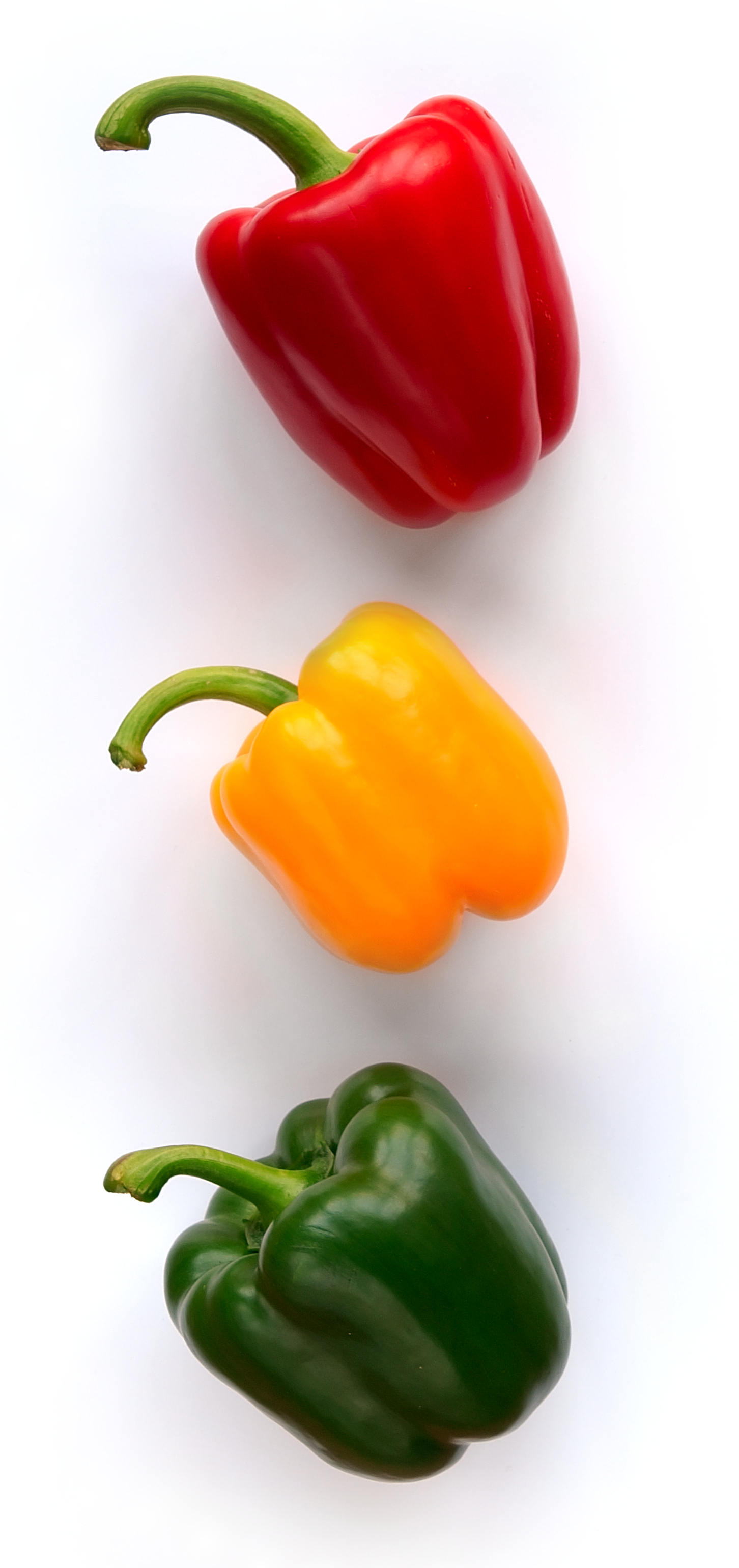
Morrones rojo, amarillo y verde. En algunos países, estos tres pimientos de diferentes colores son vendidos de a tres y son conocidos como “morrones semáforo”.

El pimiento es un fruto no climatérico. Presenta baja producción de etileno y baja sensibilidad a esta fitohormona.
| Condiciones óptimas de conservación | Condiciones óptimas de conservación |
| Temperaturas                        | Humedad relativa                    |
| ----------------------------------- | ----------------------------------- |
| 7 a 10 °C                           | 95 a 98 %                           |
| Vida útil en postcosecha            |                                     |
| 2 a 3 semanas                       |                                     |

## Taxonomía
Capsicum annuum fue descrita por Carlos Linneo y publicada en Species Plantarum, vol. 1, p. 188-189 en 1753.

### Citología
- Tiene un número cromosómico de 2n=24/26[13]

### Etimología
Capsicum: neologismo botánico moderno que deriva del vocablo latino capsŭla, ae, ‘caja’, ‘cápsula’, ‘arconcito’, diminutivo de capsa, -ae, del griego χάψα, con el mismo sentido, en alusión al fruto, que es un envoltorio casi vacío. En realidad, el fruto es una baya y no una cápsula en el sentido botánico del término.
annuum: epíteto latino que significa ‘anual’.

### Variedad
Hay solo una variedad botánica aceptada:
- Capsicum annuum var. glabriusculum (Dunal) Heiser y Pickersgill.

Todos los innumerables taxones infraespecíficos creados, menos uno (Capsicum annuum var. glabriusculum (Dunal) Heiser y Pickersgill), son sinónimos de la especie.

## Cultivares
Se han desarrollado una multitud de cultivares, más o menos extendidos, entre otros:
- Hot Wax
- Pepperoni
- Punainen Chili
- Bell Pepper (Páprika)
- Cascabel
- Cristal
- Chilaca
- Chile guajillo
- Capsicum Chinese
- Chile jalapeño
- Chile mirasol
- Chile poblano
- Purira
- Chile serrano
- Pimienta roja
- Chile de árbol
- Goat's Weed
- Dulcitico
- Chile Ojo de pájaro
- Thai
- Rawit
- Ojo de pájaro malawi
- Bolivian Rainbow
- Ojo de pájaro bebé
- NuMex Twilight
- NuMex Centennial
- Black Scorpion Tongue
- Black Coban
- Black Pearl
- Mexican Cluster
- Marbles [17]

## Composición
Contiene capsaicina (alcaloide responsable del sabor picante de algunos cultivares de pimientos), carotenos, capsorrubina, luteína, cobre y vitamina C en cantidad apreciable, pero que se pierde durante la eventual desecación.

## Usos

### Gastronómico

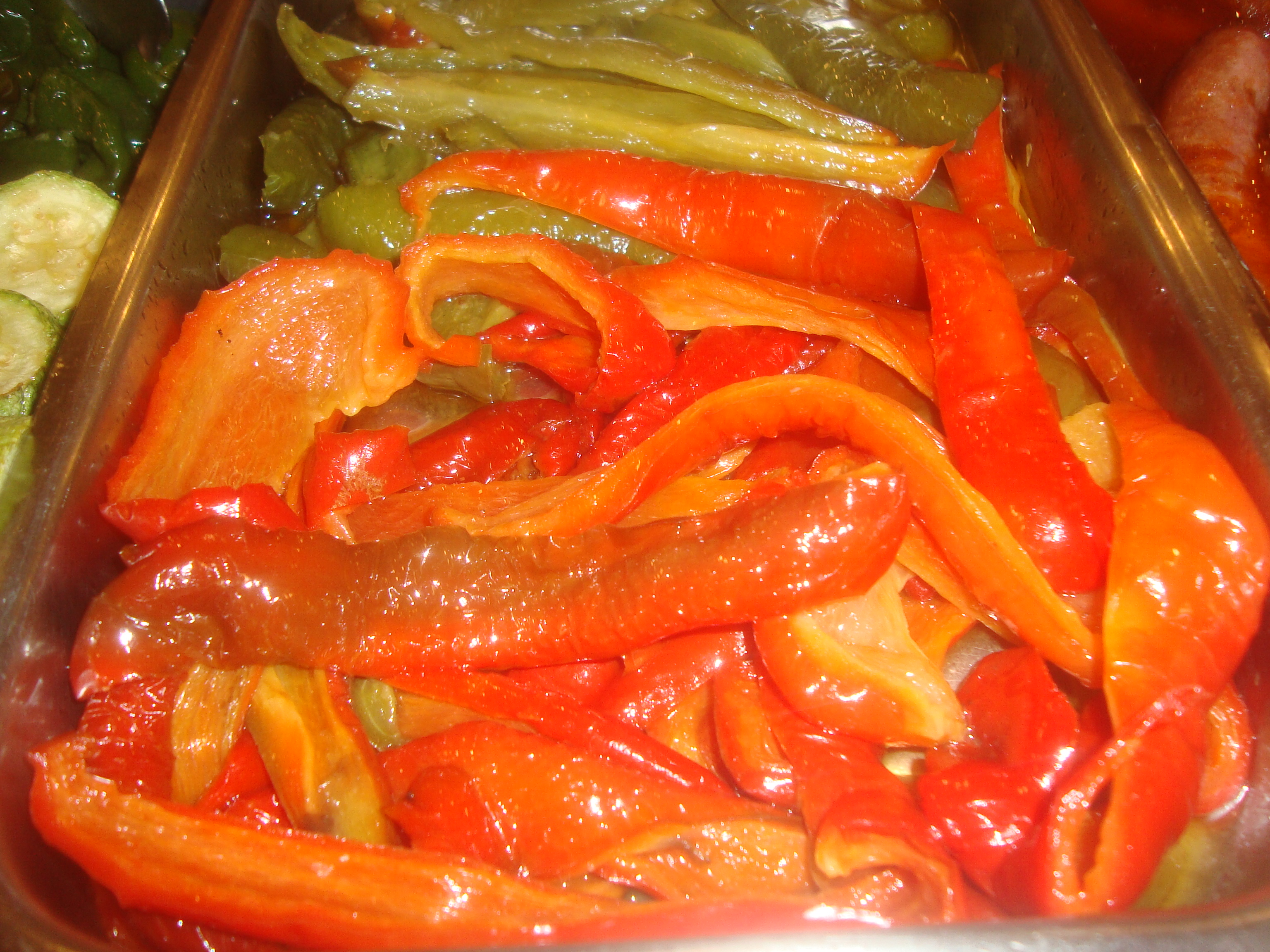
Pimientos rojos y verdes fritos (España).

Los frutos se emplean tradicionalmente en la cocina, inmaduros y maduros, crudos, asados, cocidos, al horno, secos, en polvo, etc.
Es un ingrediente tradicional de las comidas de muchos países tanto como condimento como por su color en la decoración de los platos. Suele añadirse a muchos platos, asado y adobado posteriormente con aceite de oliva y ajo. Aparte del consumo en fresco, cocido, o como ingrediente, especia o condimento en platos caseros, existen una gran gama de productos industriales que lo usan para la alimentación humana: congelados, deshidratados, encurtidos, enlatados, en pasta o carne de pimiento y en salsas. Los morrones encurtidos con vinagre o en aliños más o menos dulces. El pimiento morrón desecado y molido, suele denominarse pimentón, paprika o ají de color. Es común consumirlo en ensaladas, pizzas, guisos, etc.

### Medicinal
- Tradicionalmente se le han atribuido propiedades como antihemorroidal (en baja concentración), antirreumático, aperitivo, revulsivo, rubefaciente, estíptico, afrodisíaco, estomacal y carminativo.[3][19]

## Nombre común

Nombres en el español para el fruto no picante de Capsicum, por países

Al estar extendido por todos los países hispanohablantes y haber llegado en diferentes situaciones, momentos y lugares, las diferentes variedades y cultivares de Capsicum annuum reciben nombres muy variados:
- Argentina: a las variedades dulces no picantes se las llama pimiento o morrón, y, a las picantes, ají.
- Bolivia: pimentón.
- Chile: Las plantas y frutos de variedades picantes se llaman ají y los que no son picantes se conocen como morrón, pimentón, pimiento o pimiento morrón.
- Colombia: pimentón.
- Costa Rica: chile dulce.
- Cuba: ají guaguao[20]
- Ecuador: pimiento y, a las picantes, ají.
- España: ají, bixo, bolas, cacho de cabra, cápsico, chil, chile verde, chile (fruto), chile dulce, chiles, chili del pico, coralé, corneta, cornetas, cornicabra, cuerno de cabra, guinda, guinda de tomatillo, guinda nora, guindilla, guindilla picante, guindillas, guindillas churrusconas, guindillera, guindo, guindo de tomatillo, morrones, ñoras, paprica, piconas, picudillos, pililla picante, pimentero, pimentón, pimentón dulce, pimentón picante, pimienta, pimienta de Indias, pimiento, piperitis, siliquastro.[21]
- Filipinas: pasitis,[20] pimiento, o lara
- Guatemala: chile pimiento.
- Honduras: chile dulce.
- México: chile morrón, pimiento.
- Nicaragua: chile a las variedades picantes, chiltoma ("chile tomate") a las no picantes.
- Paraguay: locote y, ají, a la variedad picante.
- Perú: pimiento o pimentón.
- Puerto Rico: pimiento dulce, pimiento morrón.
- República Dominicana:pimentón, ají morrón.
- El Salvador: chile dulce, chile verde.

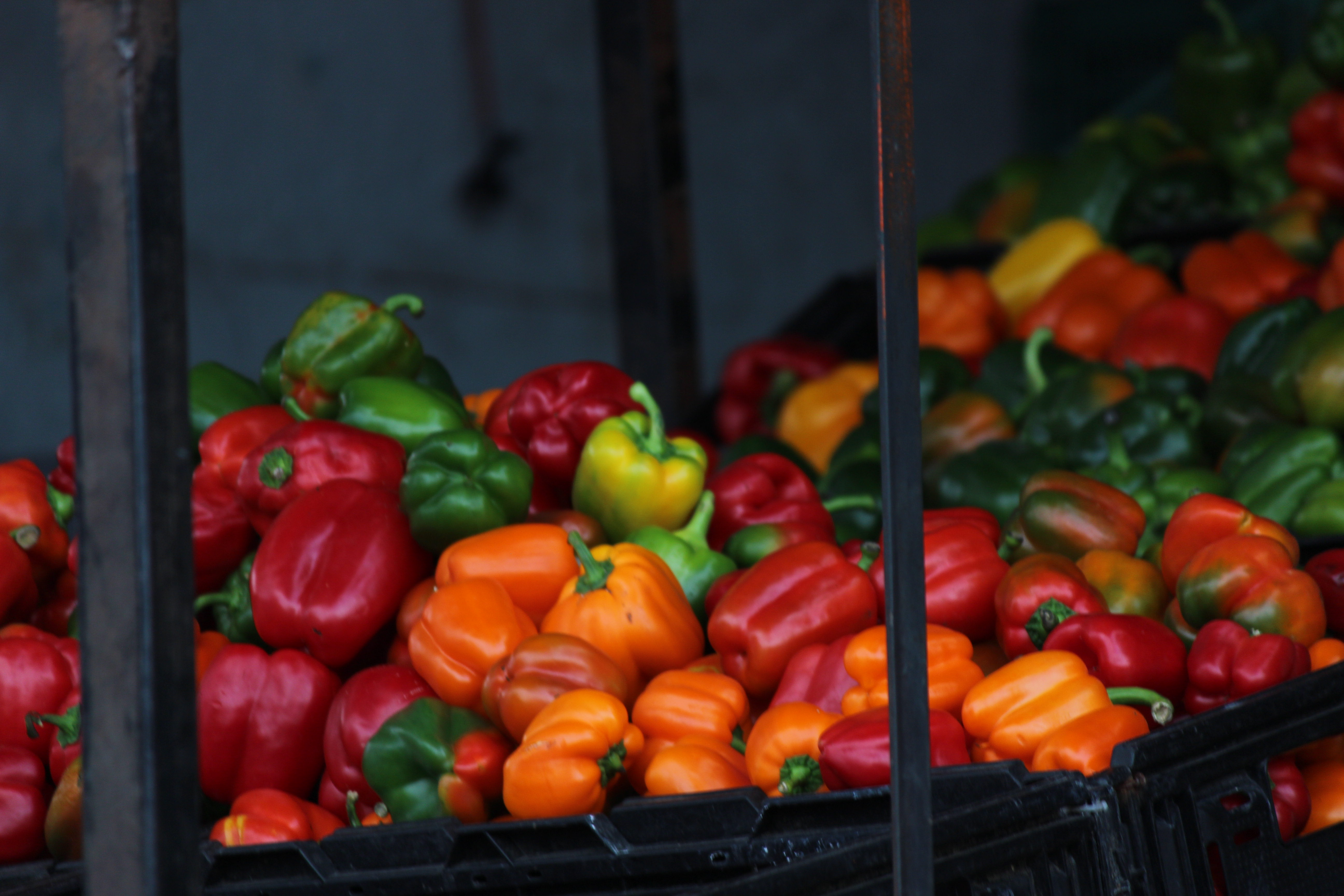
Pimiento Morrón en la central de abastos, Morelia, Michoacán, México.

- Uruguay: morrón, a las picantes, ají y a las var. catalán dulce y catalán picante, ají catalán dulce y ají catalán picante.
- Venezuela: a las variedades de tamaño grande se les llama “pimentón”. A las variedades de tamaño pequeño se les llama: “ají dulce”, con diversas subvariedades: “ají rosa” (alargado, ancho y grande), “ají jobito” (pequeño, redondeado, de cáscara gruesa y color amarillo), “margariteño” (con un fuerte aroma y variados colores), “rosita”, “llanerón”, “pepón” y otros. En ambos casos, tanto el “pimentón” como el “ají dulce” carecen de sabor picante, en cuyo caso se denomina simplemente “ají”.
- Otros: chinchiuchú[20]

La mayoría coinciden en nombrarlo «morrón» con la respectiva palabra para designar al género Capsicum de cada país antes, que generalmente es «chile», «pimiento» o «ají». Seco y molido, normalmente rojo, también puede llamarse «pimentón», «paprika» o «ají de color».